# 拉什夫卡
50°13′28″N 33°52′52″E / 50.22444°N 33.88111°E
拉什夫卡（烏克蘭語：Рашівка），是烏克蘭中部的村莊，隸屬波爾塔瓦州的米爾霍羅德區。該村處於普肖爾河右岸，始建於1524年，面積10.69平方公里，海拔高度115米，2001年人口2,023。